# Asunción de Nuestra Señora (Santa María del Campo)

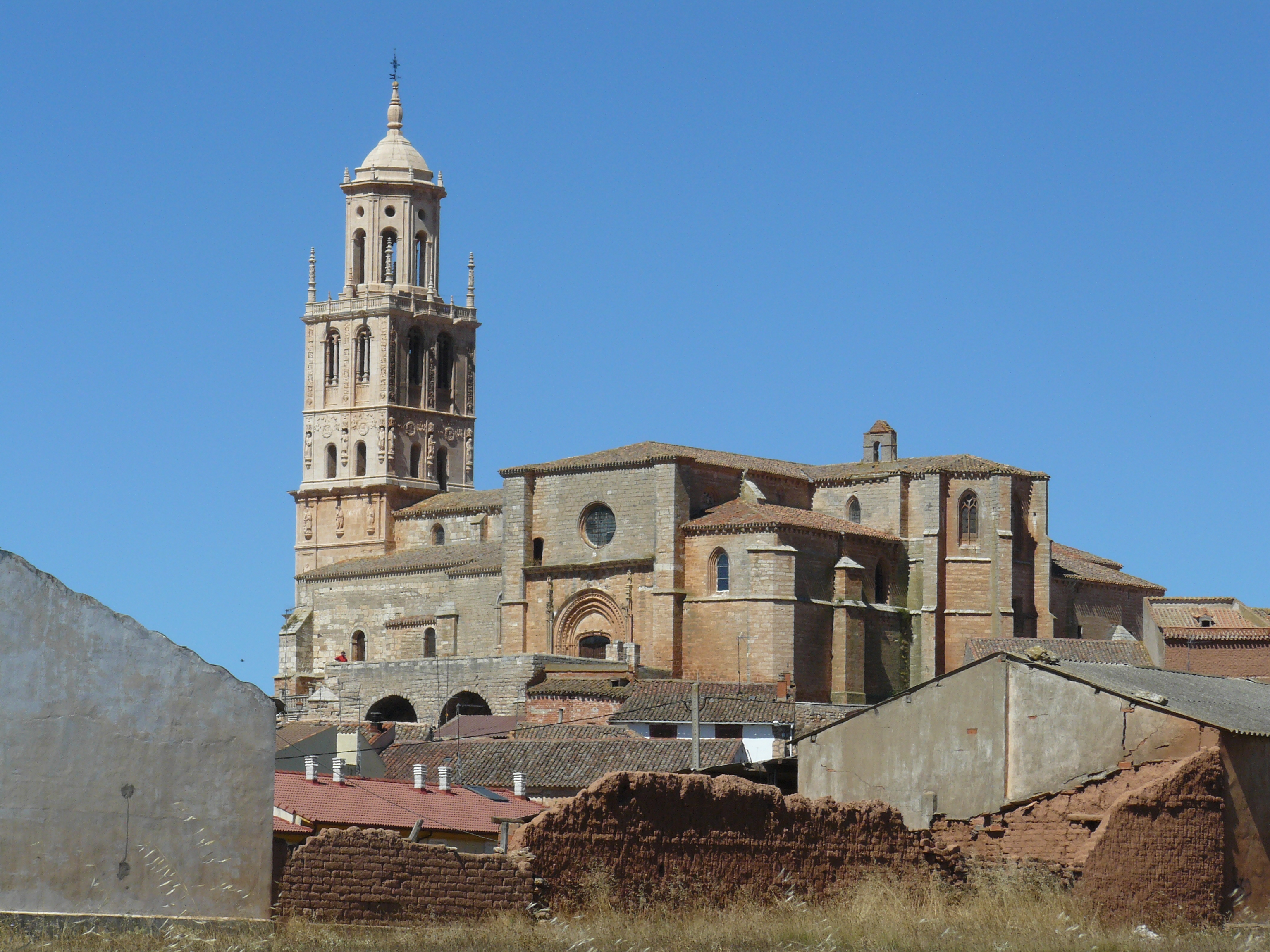
Kirche Asunción de Nuestra Señora

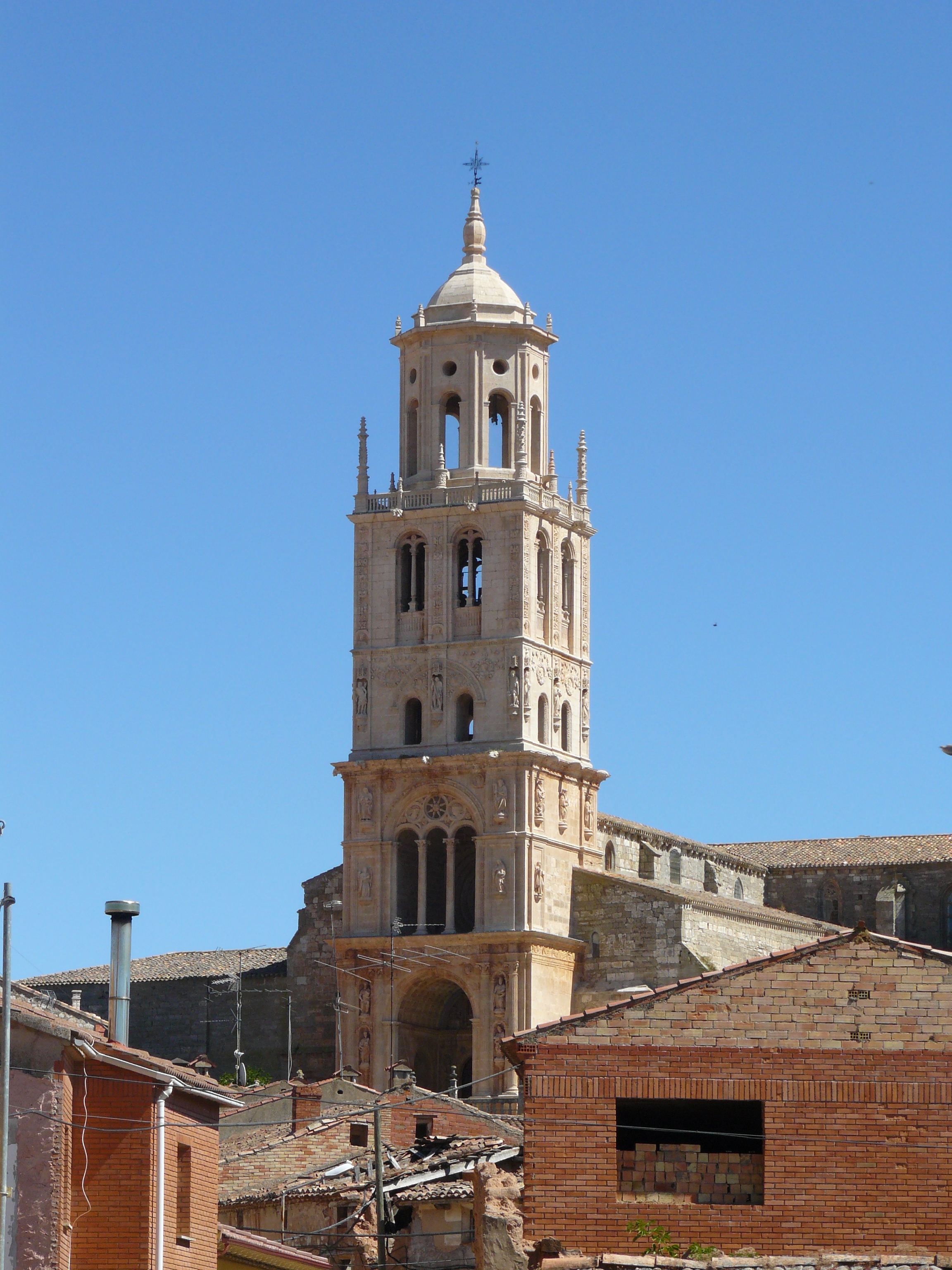
Glockenturm mit Laterne

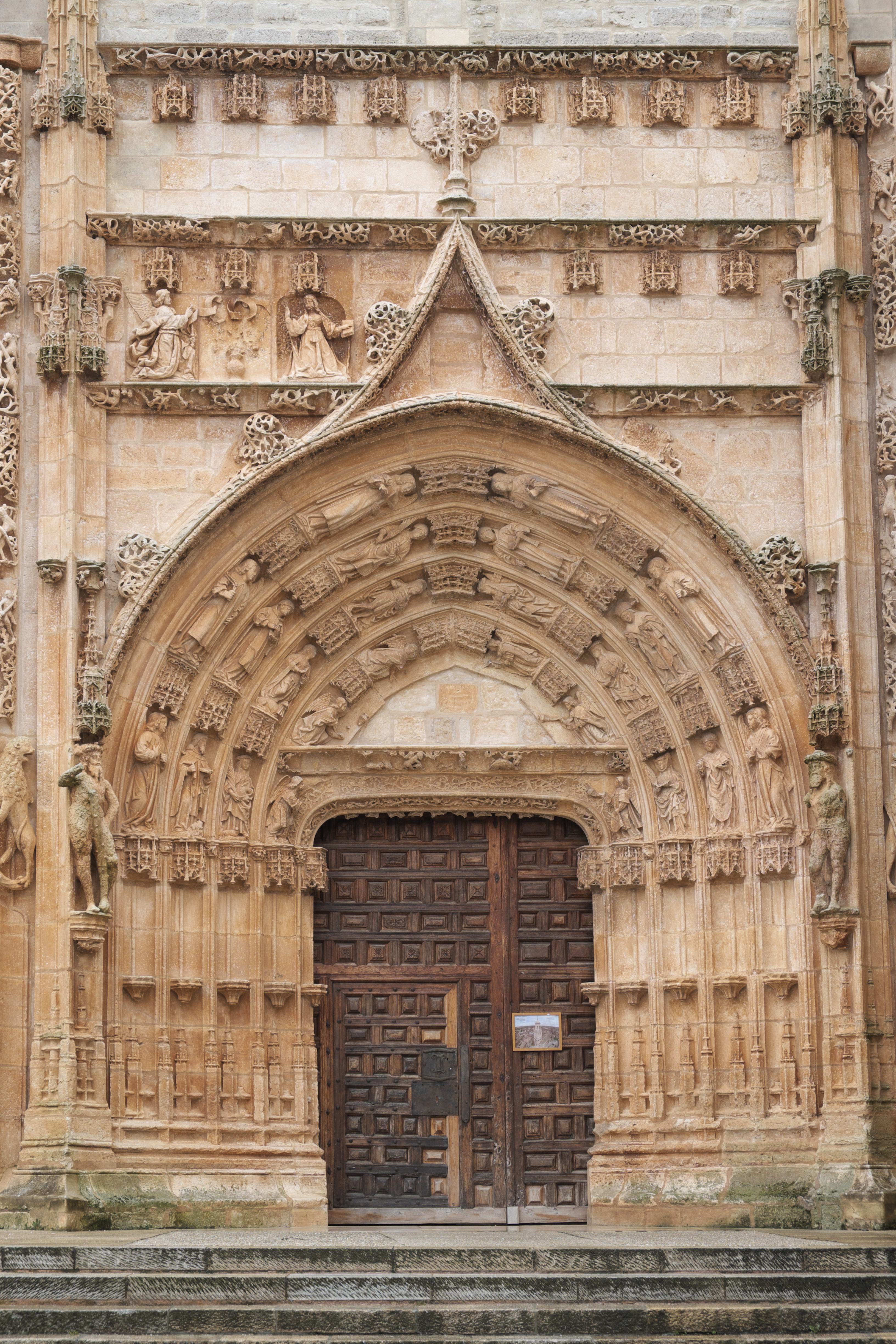
Nordportal

Die katholische Kollegiatkirche Asunción de Nuestra Señora (Mariä Himmelfahrt) in Santa María del Campo, einer Gemeinde in der Provinz Burgos der spanischen Autonomen Gemeinschaft Kastilien-León, wurde in der ersten Hälfte des 13. Jahrhunderts im Stil der Gotik errichtet. Gegen Ende des 15. Jahrhunderts erfolgte eine Erweiterung nach Osten. Im Jahr 1931 wurde die mit außergewöhnlichen Kunstschätzen und zahlreichen Grabmälern ausgestattete Kirche zum Baudenkmal (Bien de Interés Cultural) erklärt.

## Architektur

### Glockenturm
Der Glockenturm wurde im Jahr 1527 von Diego de Siloé begonnen und ab 1534 von dessen Schüler Juan de Salas weitergeführt. Er ist im Stil der Renaissance mit zahlreichen Skulpturen verziert und wird von einer oktogonalen Laterne bekrönt.

### Portale
Die Kirche besitzt drei Portale. Das Nordportal wurde zu Beginn des 16. Jahrhunderts vermutlich von Simon von Köln geschaffen. Das Spitzbogenportal ist von vier Archivolten umgeben, die mit unter filigranen Baldachinen stehenden Heiligenfiguren besetzt sind. Am Tympanon war ursprünglich, von Engeln umgeben, eine Pietà dargestellt. Die Figuren der seitlichen Nischen sind nicht mehr erhalten.
Das schlichtere Südportal stammt ebenfalls aus dem ersten Viertel des 16. Jahrhunderts. Es wird von einem Korbbogen umfasst, die leicht zugespitzten Bogenläufe sind mit Kugeln und Krabben verziert.
An der Westfassade öffnet sich, in einer Vorhalle unter dem Turm, das Hauptportal, zu dem eine breite Treppe hochführt. Die Vorhalle wird von einer kassettierten Tonne mit Engelsköpfen gedeckt. Die Fassade gliedern kannelierte Säulen mit korinthischen Kapitellen, unter Nischen stehen die Figuren der vier Kirchenväter, Ambrosius, Hieronymus, Augustinus und Papst Gregor der Große. Das Portal wird ebenfalls von Säulen gerahmt, in den Nischen befanden sich ursprünglich die Skulpturen der vier Evangelisten, von denen noch drei erhalten sind. Eine Skulptur wurde durch eine Marienfigur ersetzt. Auf dem farbig gefassten Tympanon ist die Krönung Mariens durch die Heilige Dreifaltigkeit dargestellt, seitlich sitzen die Apostel Petrus und Paulus.

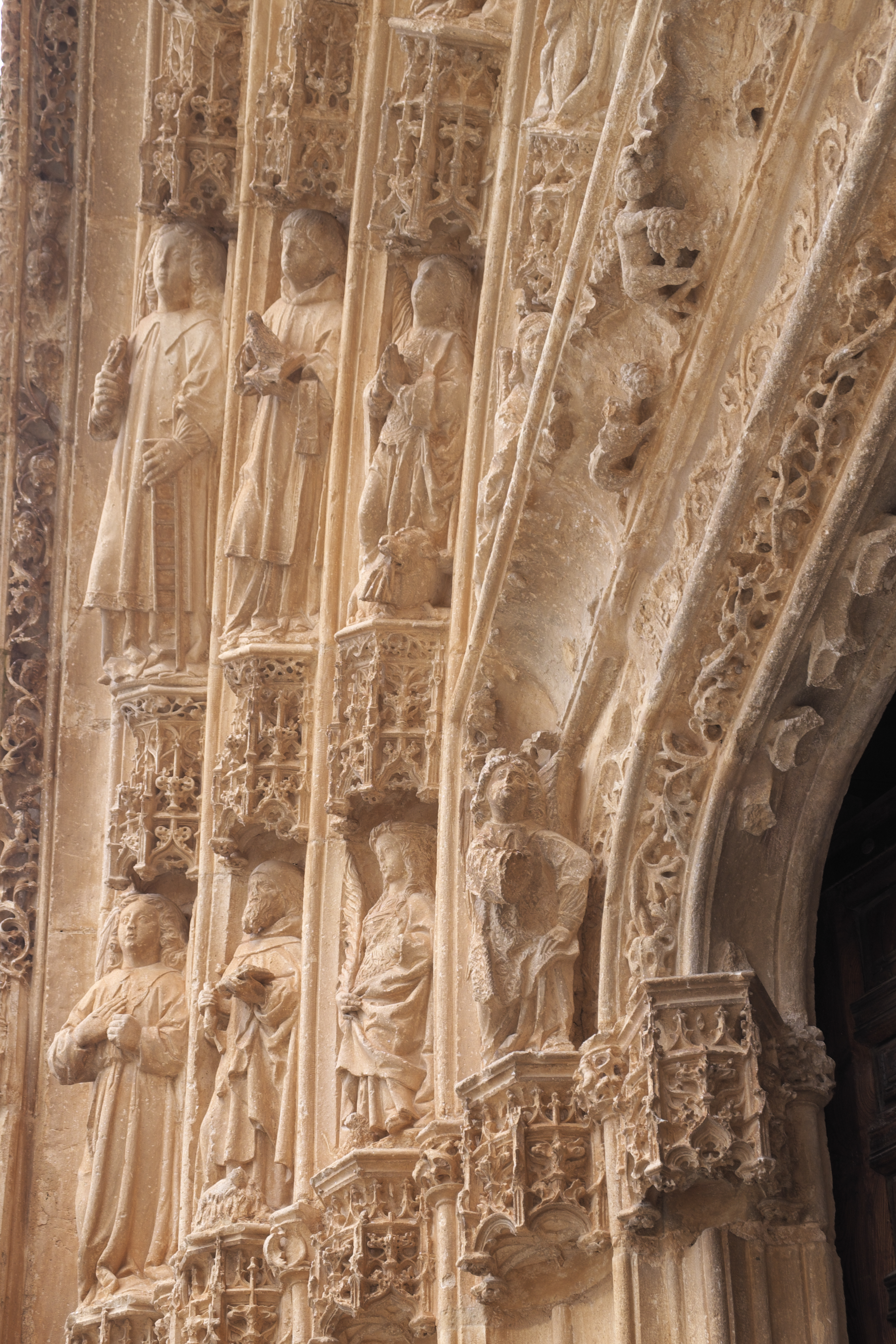
Archivolten am Nordportal
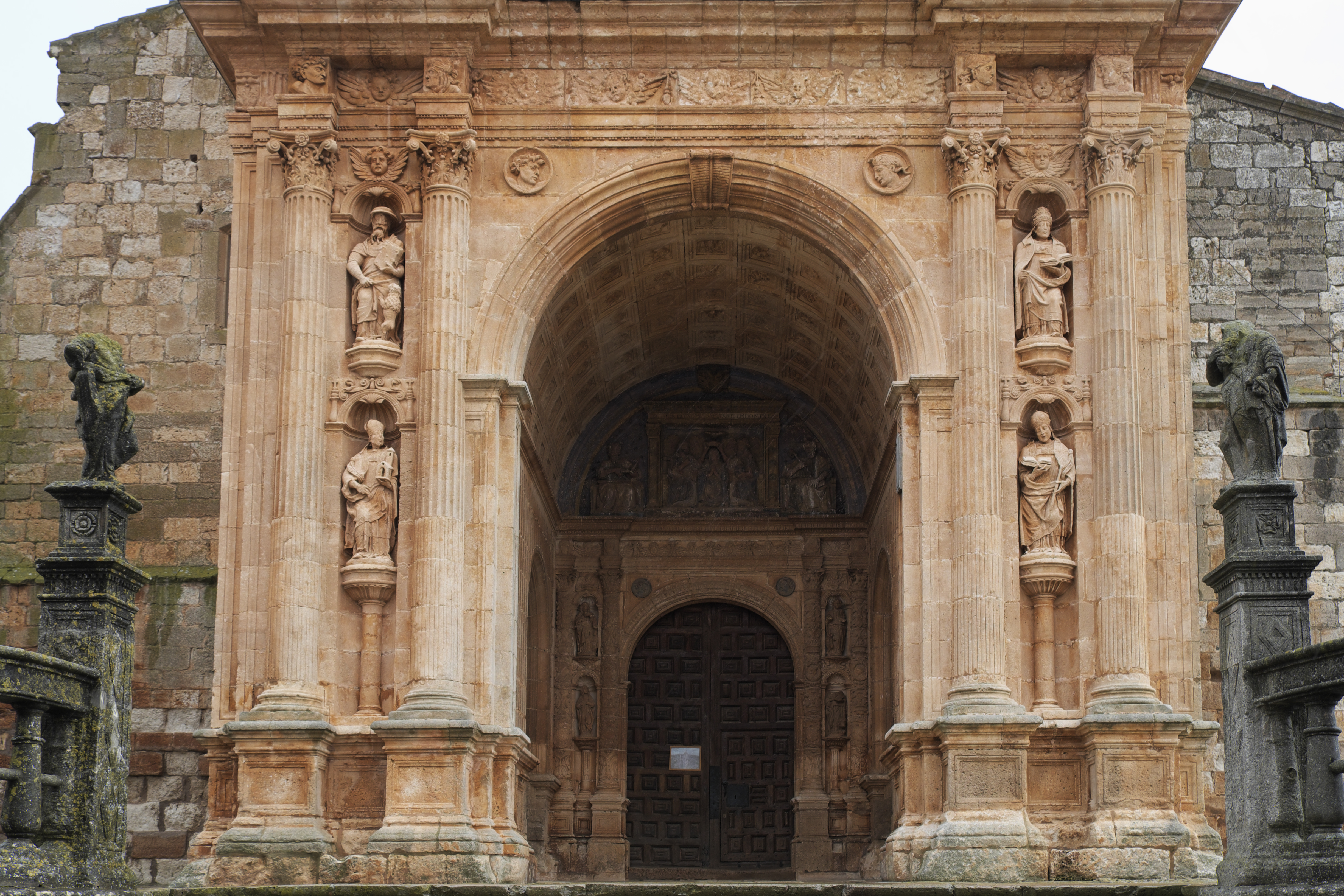
Hauptportal
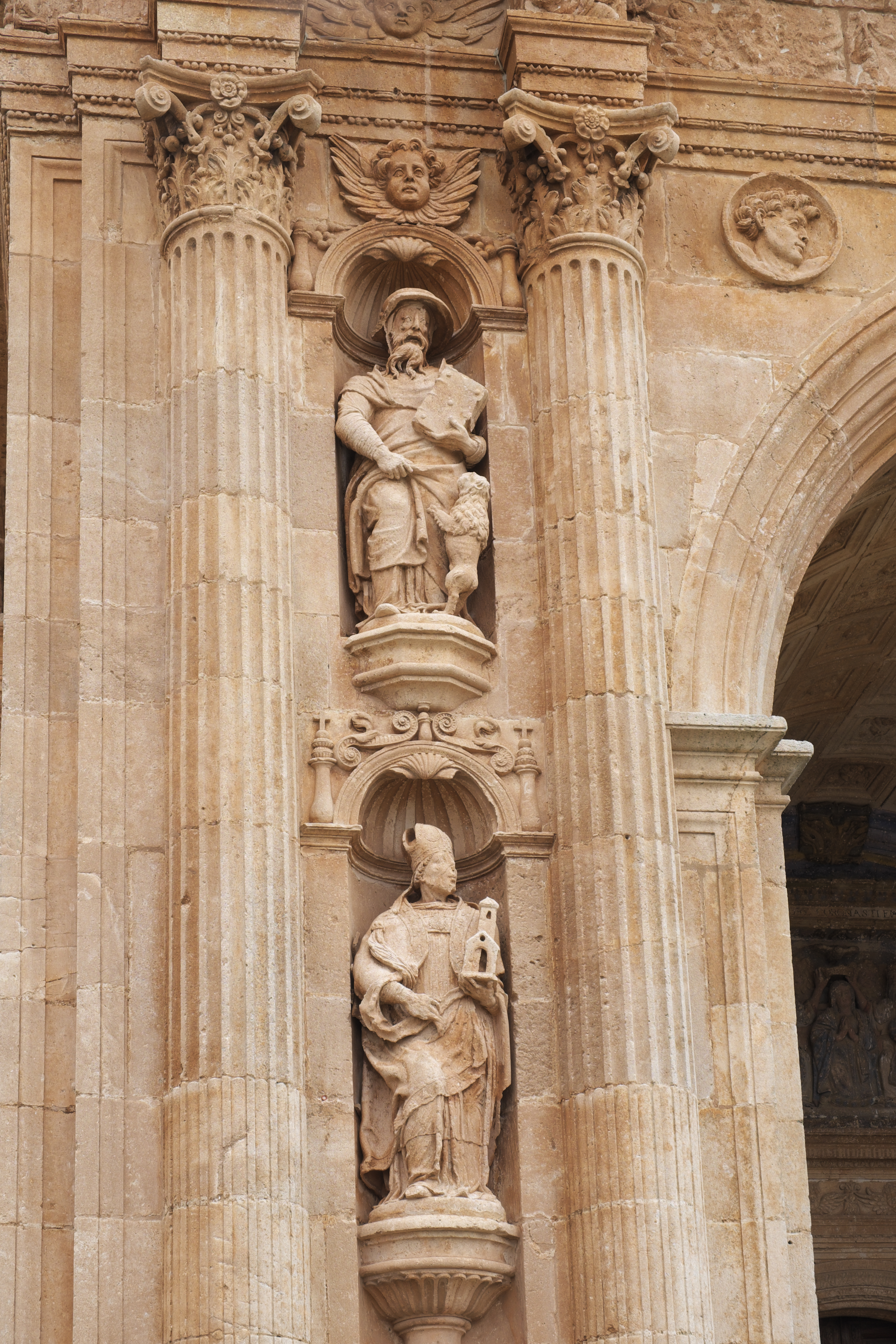
Kirchenväter an der Vorhalle
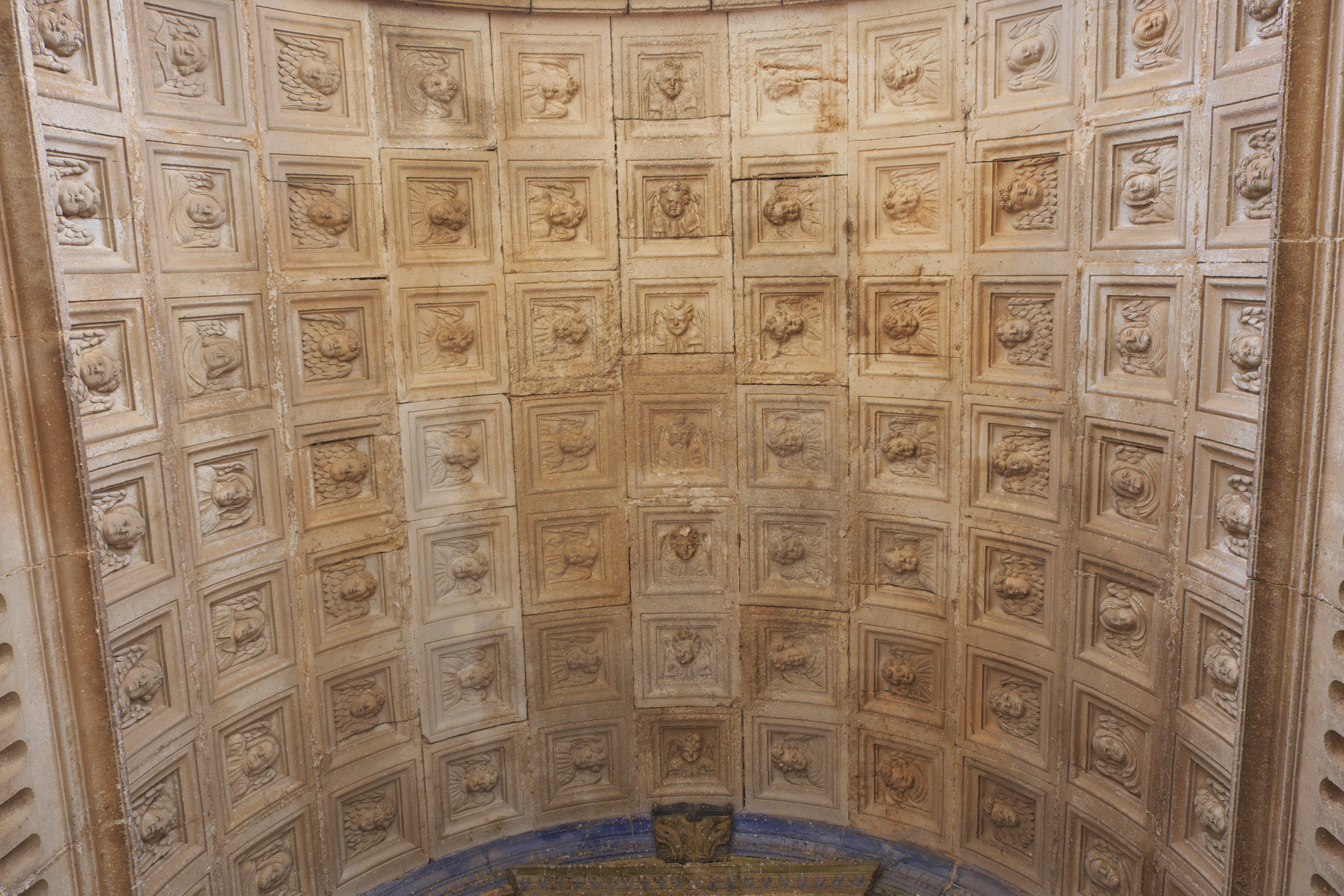
Kassettiertes Tonnengewölbe der Vorhalle
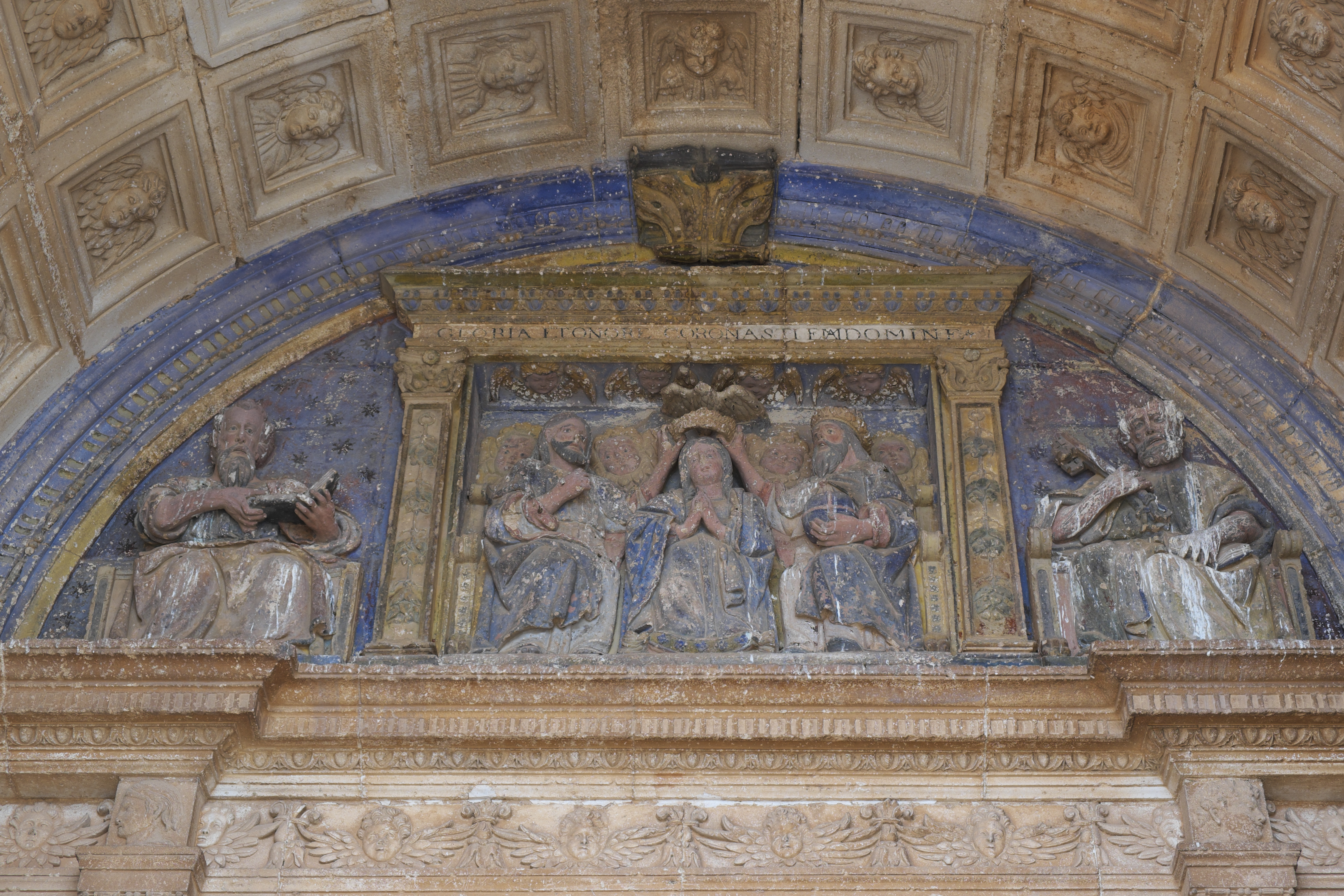
Tympanon mit Marienkrönung am Hauptportal

### Innenraum

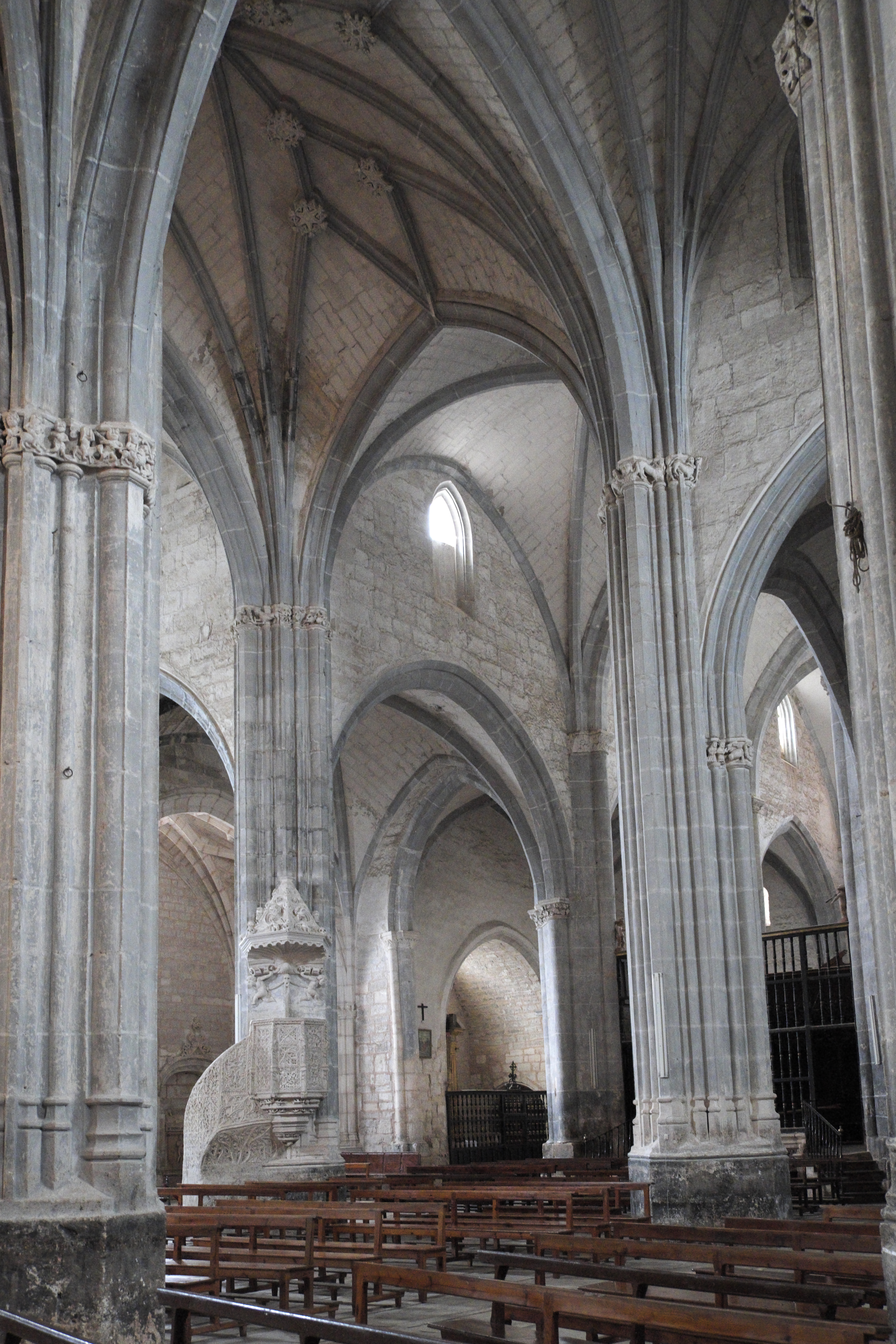
Innenraum

Die Kirche ist dreischiffig und über dem Grundriss eines lateinischen Kreuzes errichtet. Das Hauptschiff und die beiden Seitenschiffe sind in fünf Joche gegliedert und mit Rippengewölben gedeckt. Die Gewölbe werden von Säulenbündeln mit Kapitellfriesen getragen, die mit Blattwerk und figürlichen Szenen verziert sind. An die beiden Seitenschiffe sind Kapellen angefügt. An das Langhaus schließen sich ein Querschiff und erhöht, über einem plateresken Treppenaufgang gelegen, eine polygonale Apsis an. Das fünfjochige Querhaus und die Apsis wurden Ende des 15. Jahrhunderts errichtet, als die Kirche nach Osten erweitert wurde. Das spätromanische Portal aus dem Ende des 12. oder dem Beginn des 13. Jahrhunderts in der Christus-Kapelle wurde vermutlich im 16. Jahrhundert dorthin versetzt und befand sich ursprünglich an der Westfassade des Hauptschiffs.

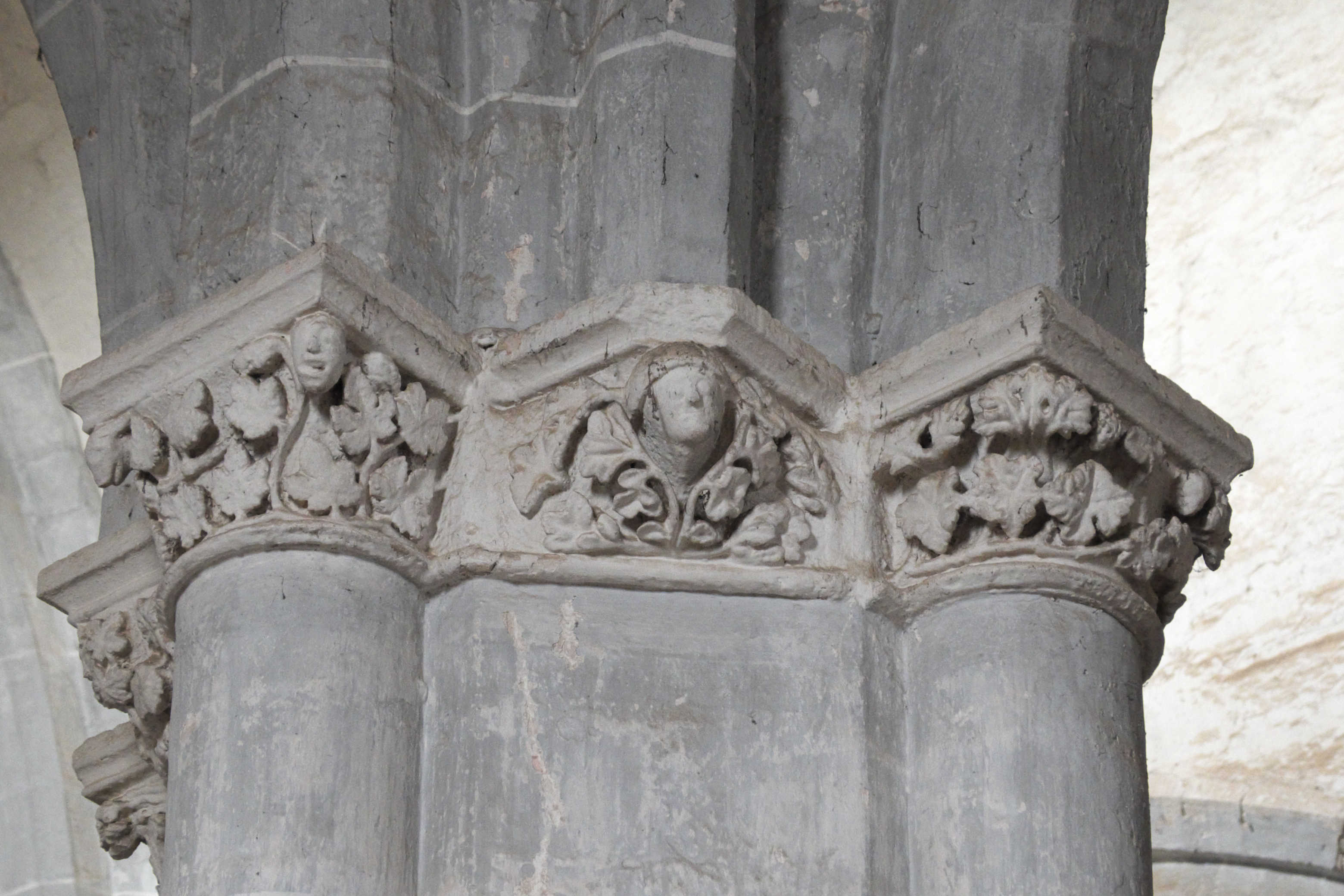
Kapitelle
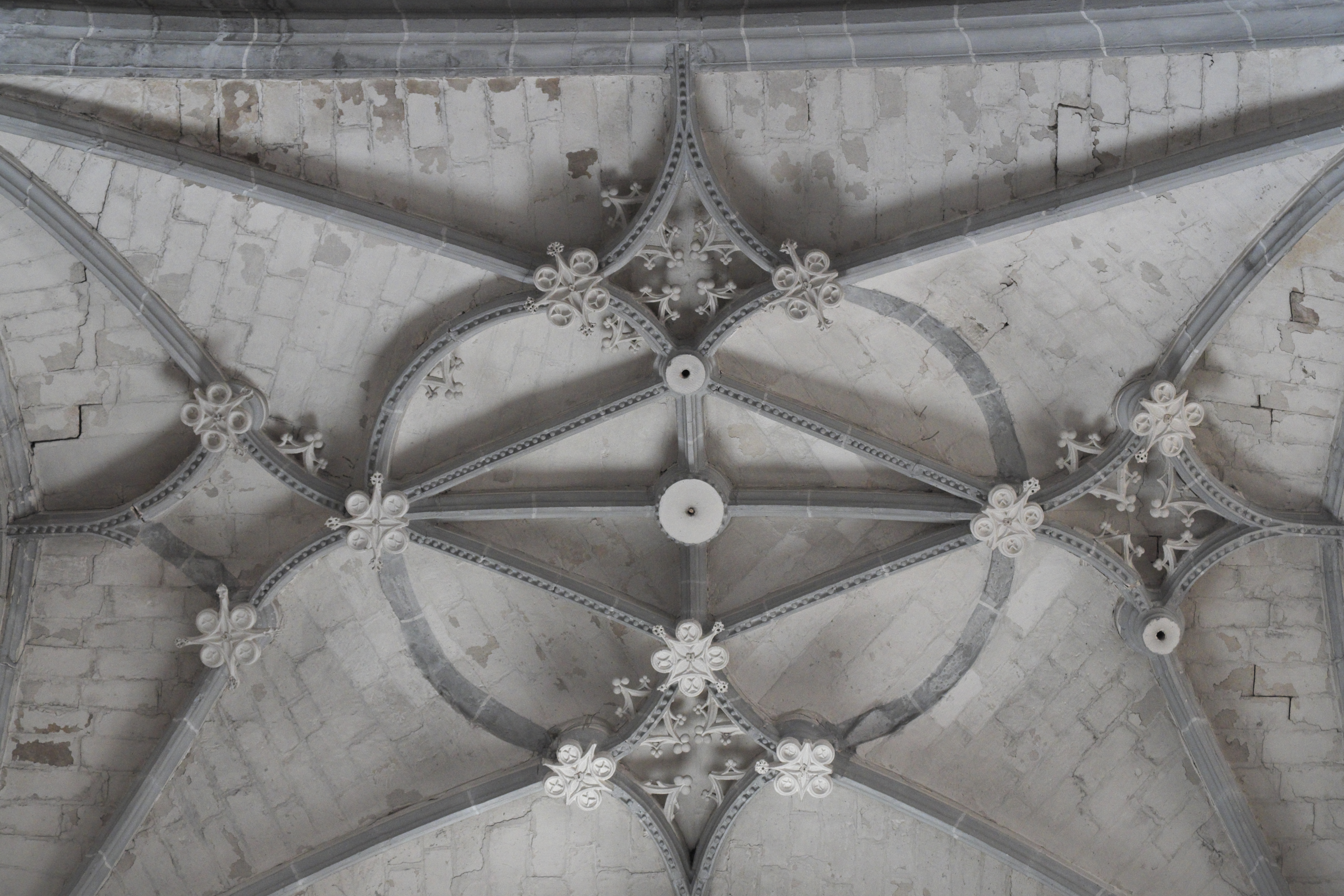
Gewölbe
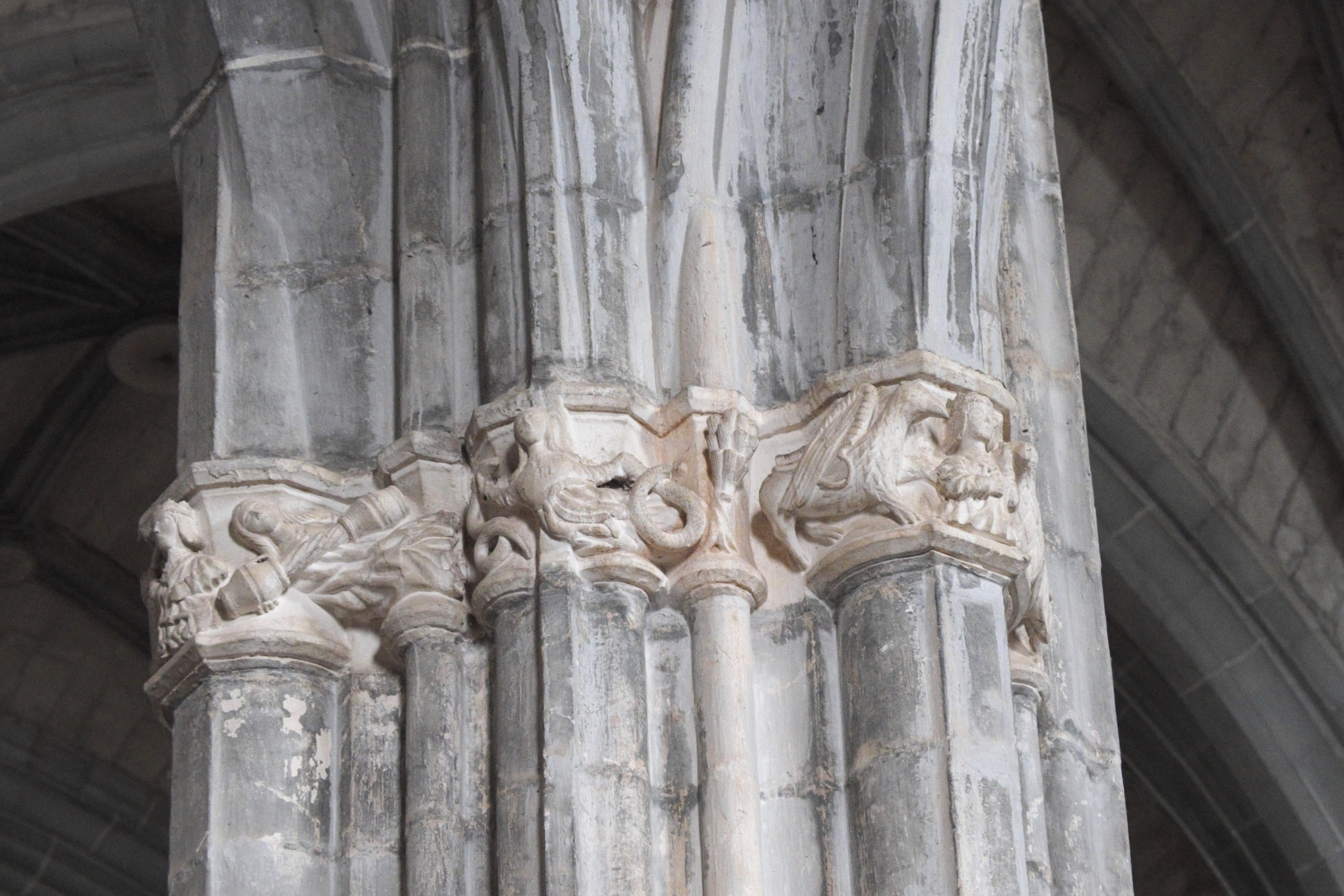
Kapitelle

## Ausstattung

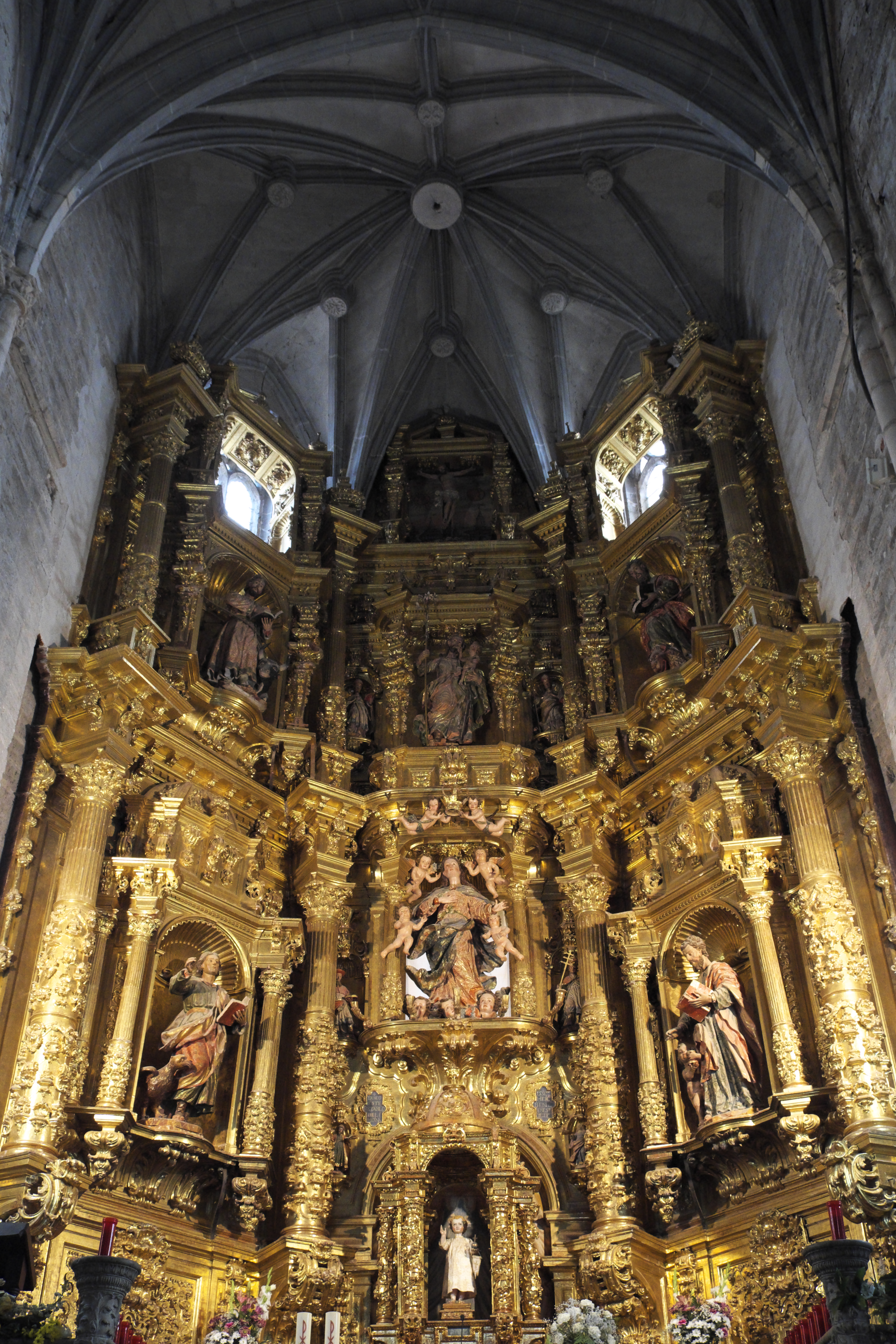
Hochaltar

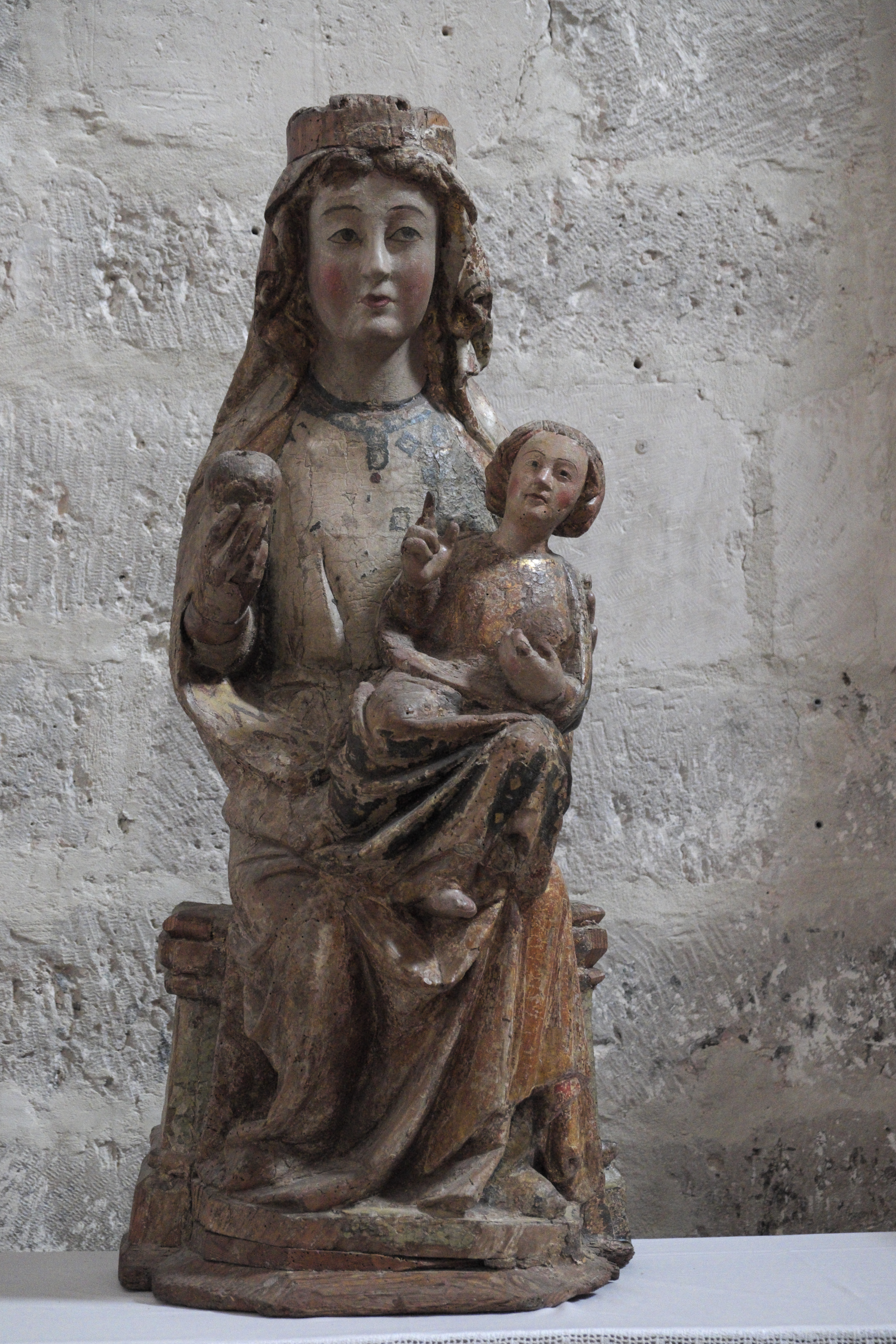
Madonna mit Kind aus dem 13. Jahrhundert

- Der barocke Hochaltar wurde in den Jahren 1717 bis 1733 von mehreren Künstlern geschaffen. Er wurde von José Valdán begonnen und von Joaquin de Villandiego weitergeführt. Vollendet wurde der Altar vermutlich von Bernardo López de Frías el Mozo. Im Mittelteil sind von unten nach oben das Jesuskind, Mariä Himmelfahrt, der heilige Josef mit dem Jesuskind auf dem Arm und im Altarauszug die Kreuzigung Christi dargestellt. In den seitlichen Nischen stehen die Evangelisten Johannes (links unten), Lukas (links oben), Matthäus (rechts unten) und Markus (rechts oben).
- Die Stuckkanzel wurde im frühen 16. Jahrhundert im Stil der Mudéjar-Gotik geschaffen. Kanzelaufgang und -korb sind reich mit geometrischen Mustern verziert. Der Schalldeckel stammt aus barocker Zeit. Er wird von zwei Putten getragen, die durch ein Band, das von einer Maske ausgeht, aneinander gebunden sind. Auf dem Schalldeckel sind menschliche Köpfe dargestellt.
- Das Chorgestühl stammt aus dem späten 15. Jahrhundert. Die 23 Chorstühle aus Nussbaum weisen geometrische Verzierungen im Stil der Mudéjar-Gotik auf.

In der Christus-Kapelle, die um 1530 errichtet wurde und ursprünglich dem Patrozinium der heiligen Katharina von Alexandrien unterstellt  war, ist ein Bleiglasfenster erhalten, auf dem die Heilige und Märtyrerin mit ihren Attributen, dem Rad und dem Schwert, dargestellt ist. Zu ihren Füßen kauert Kaiser Maxentius, unter dem sie nach der Legende ihr Martyrium erlitten haben soll.
- Die Schnitzfigur einer thronenden Madonna mit Kind wird ins 13. Jahrhundert datiert. Sie stand vermutlich am Hauptaltar der Vorgängerkirche. Maria hält in der rechten Hand einen Apfel.
- In der Kirche werden wertvolle Wandteppiche aus der Zeit um 1590 aufbewahrt. Sie sind aus Wolle, Leinen, Seide und Gold gewebt, die Signatur „B.B.“ verweist auf eine Brüsseler Manufaktur. Die Szenen sind vermutlich der Geschichte der Artemisia und des Scipio entnommen.
- In der Sakristei ist ein Schrank aus Nussbaum in die Wand eingebaut, dessen Türen mit Reliefdarstellungen verziert sind. An den Außenseiten sind auf der unteren Ebene die Szenen der Begegnung Annas und Joachims an der Goldenen Pforte (außen links), die Geburt (Mitte links), der Tempelgang (Mitte rechts) und die Heimsuchung Mariens (außen rechts) zu erkennen, auf der oberen Ebene sieht man seitlich die Verkündigung und in der Mitte den Tod und die Himmelfahrt Mariens. An der Innenseite sind die Kardinaltugenden Klugheit, Gerechtigkeit, Tapferkeit und Mäßigung und die theologischen Tugenden Glaube, Liebe, Hoffnung dargestellt.

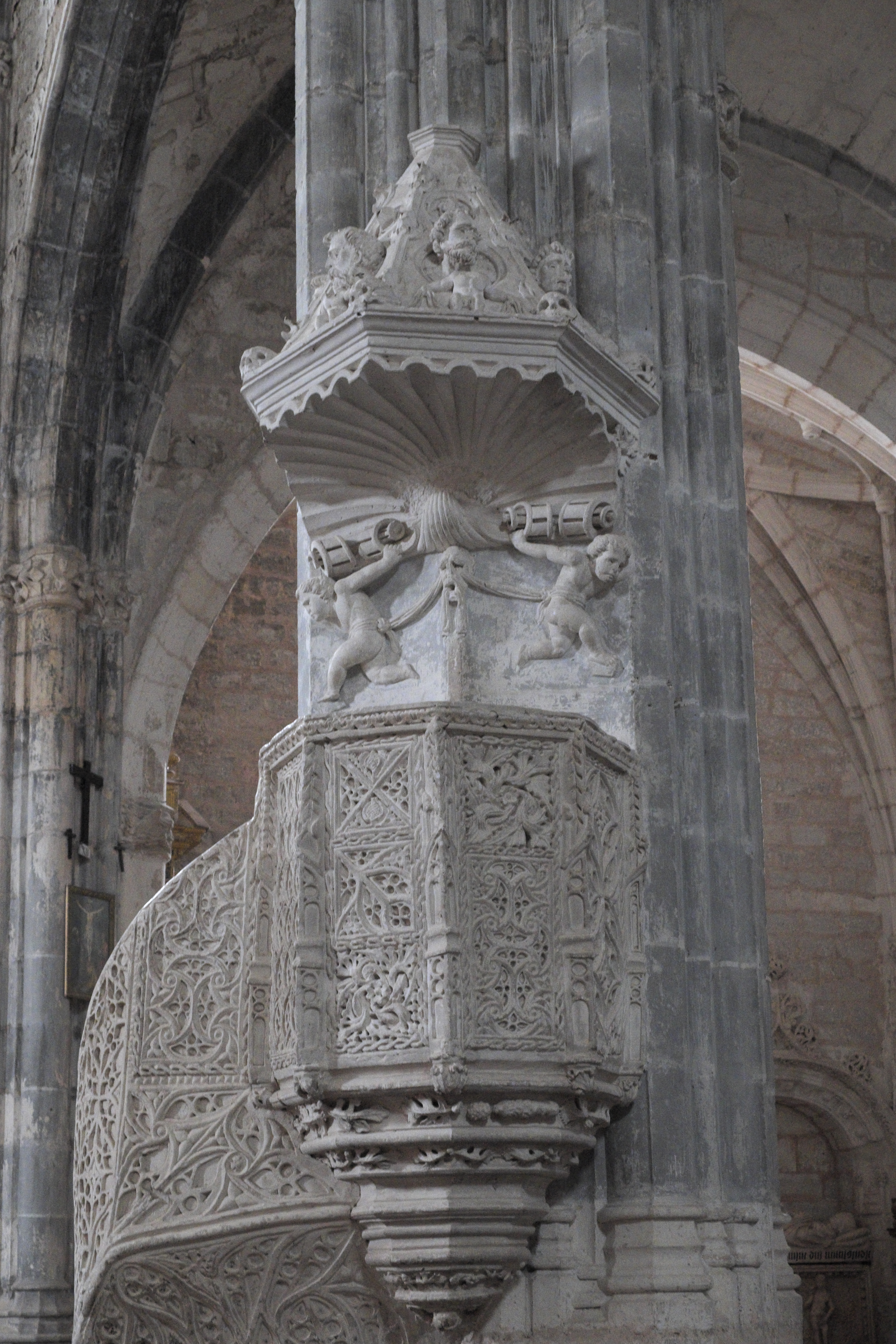
Mudéjar-Kanzel
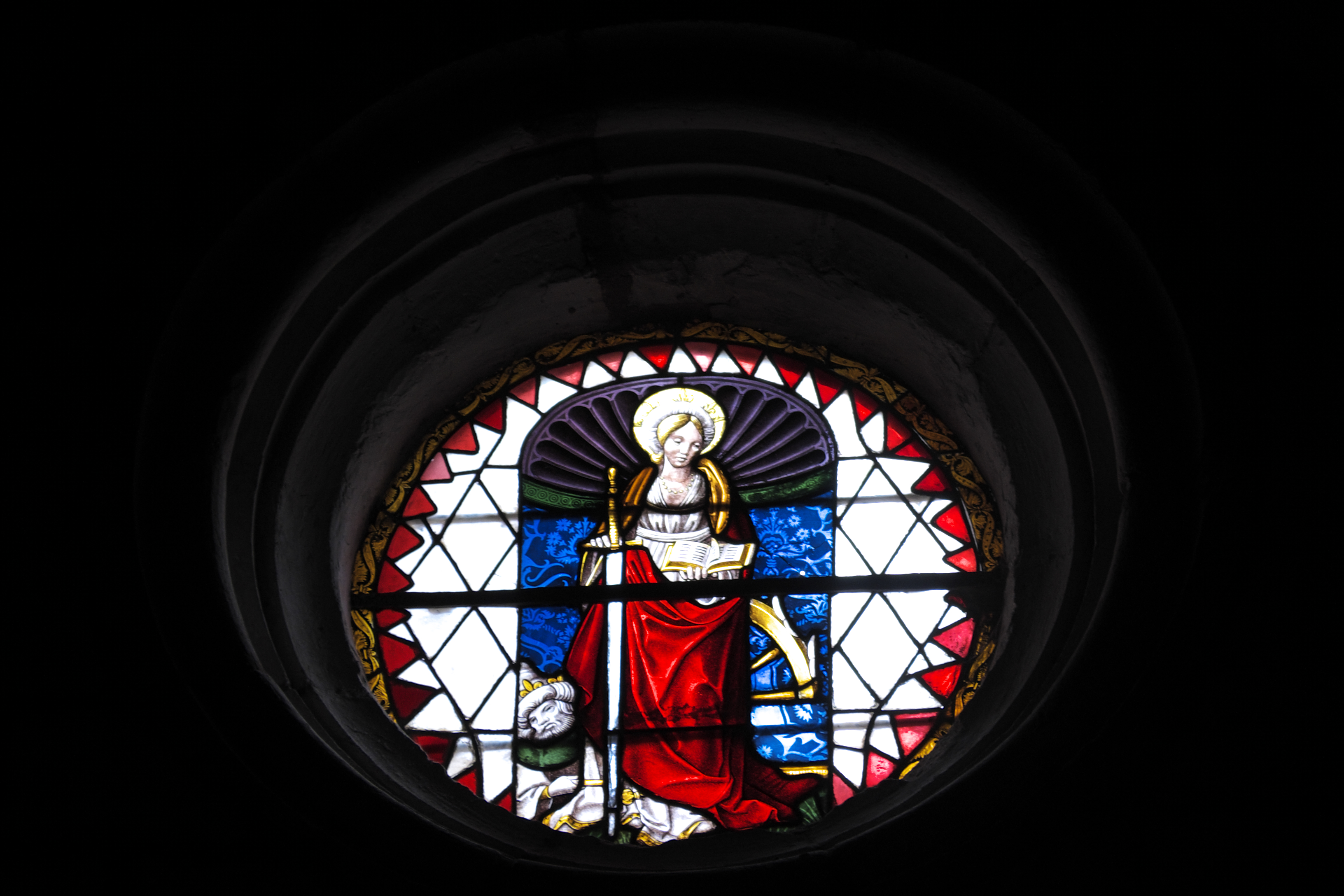
Bleiglasfenster, heilige Katharina
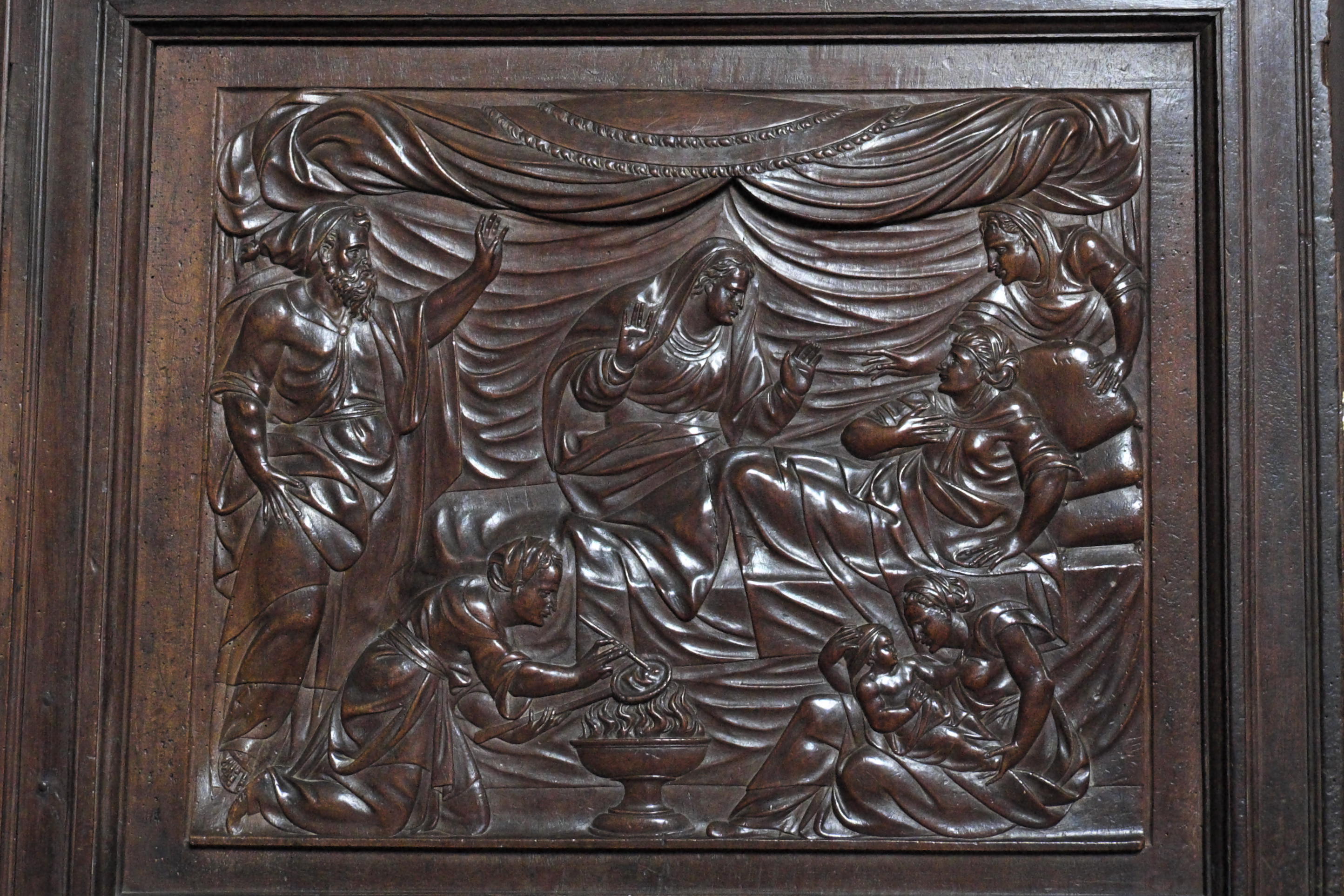
Sakristeischrank, Mariä Geburt

## Grabmal von Don Francisco de Barahona und Doña María de Herrera
Vor den Stufen, die zum Altarraum führen, erinnert ein Grabmal mit den Liegefiguren der Verstorbenen an die Wohltäter der Kirche, Don Francisco de Barahona und seine Gemahlin Doña María de Herrera. Das Grabmal wird Felipe Bigarny zugeschrieben und wurde zwischen 1513 und 1515 ausgeführt. Don Francisco de Barahona trägt eine schwere Kette um den Hals und ist mit Rüstung und Schwert dargestellt. Seine Gemahlin ist in einen weiten, faltenreichen Umhang gehüllt und hat die Hände, in denen sie den Rosenkranz hält, zum Gebet gefaltet.

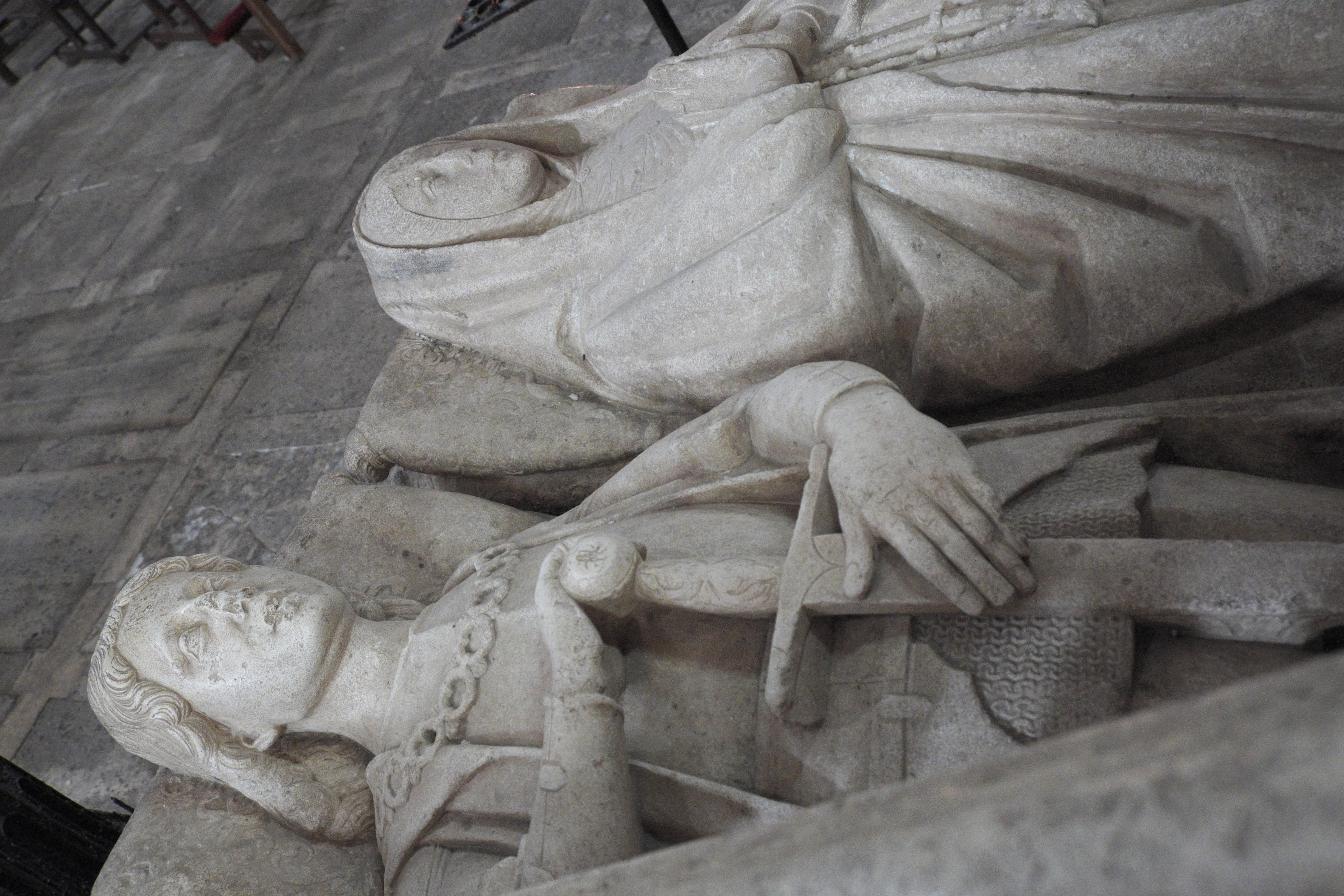
Grabmal von Don Francisco de Barahona und Doña María de Herrera
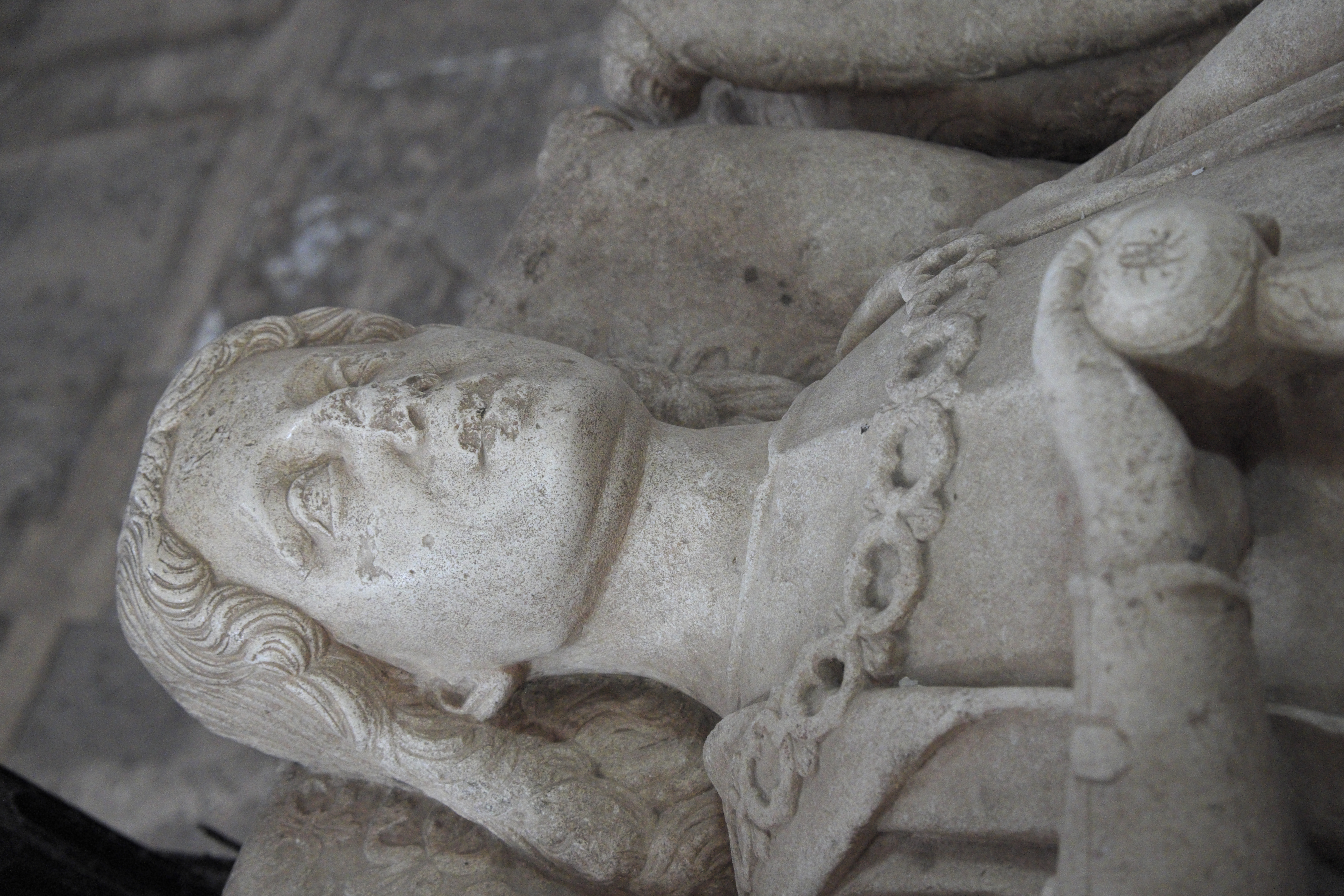
Francisco de Barahona
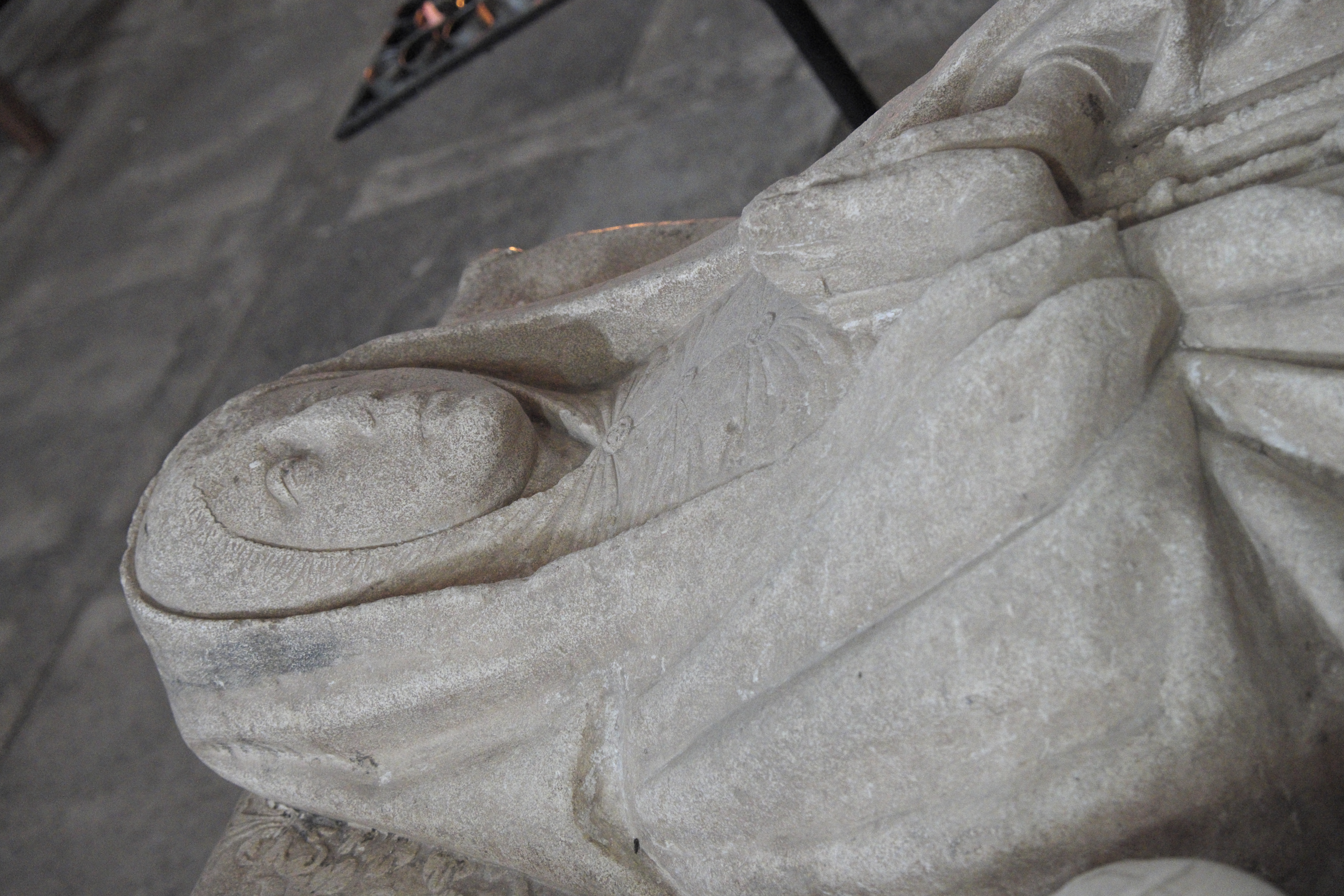
María de Herrera

## Wandnischengräber
In der Kirche sind bedeutende Wandnischengräber von Priestern aus der Zeit um 1500 erhalten. Auf den Sarkophagen ist jeweils der Verstorbene als Liegefigur dargestellt. Eine Wandnische weist ein großes Relief mit der Szene der Kreuzabnahme auf. An der Vorderseite des Sarkophages sieht man die Anbetung der Heiligen Drei Könige. An zwei weiteren Sarkophagen sind der Sündenfall und die Verkündigung dargestellt.

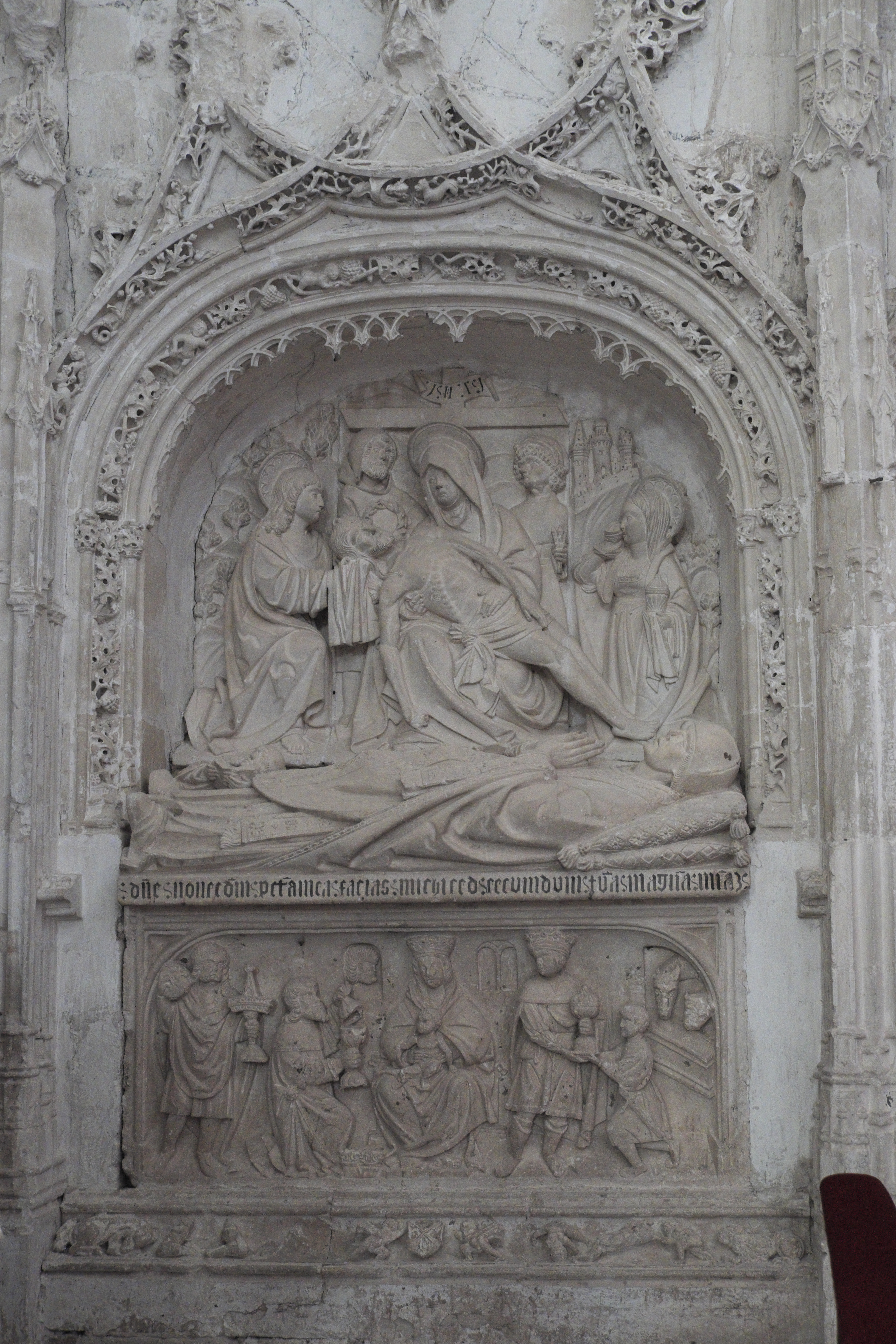
Wandnischengrab
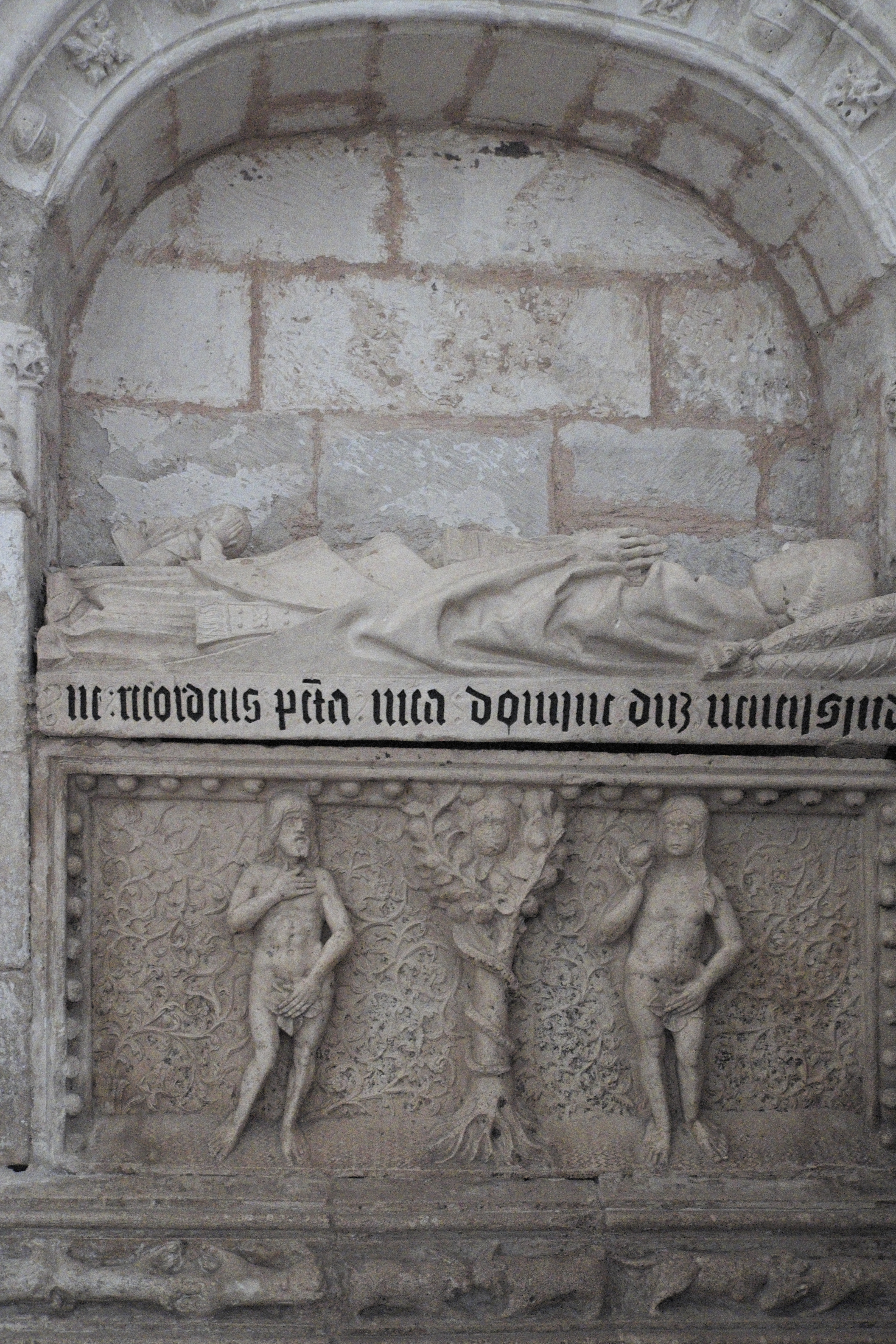
Wandnischengrab
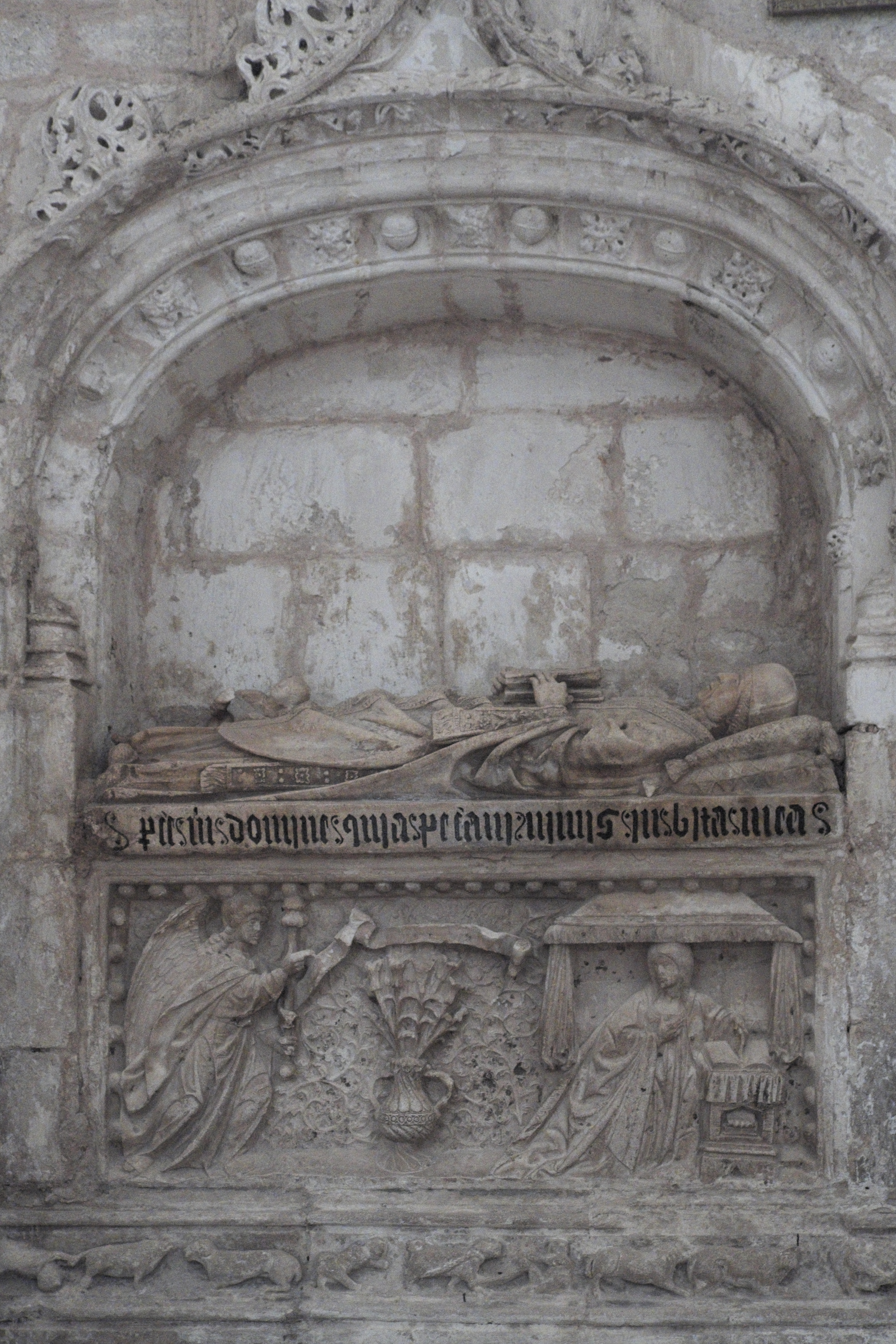
Wandnischengrab

## Kreuzgang
In den 1420er Jahren wurde an der Nordseite der Kirche der Kreuzgang angebaut, zu dem vom nördlichen Seitenschiff ein spitzbogiges Portal, dessen Archivolten mit Blattdekor verziert sind, führt. Aus Platzmangel wurden nur drei Galerien errichtet, an der Stelle eines vierten Flügels wurde das nördliche Seitenschiff miteinbezogen. Die Arkaden der Galerien sind mit filigranem, auf schlanken Säulchen ruhendem Maßwerk versehen. Sie werden von Säulenbündeln getragen, deren Kapitellfriese wie im Kircheninneren mit figürlichen Szenen skulptiert sind.

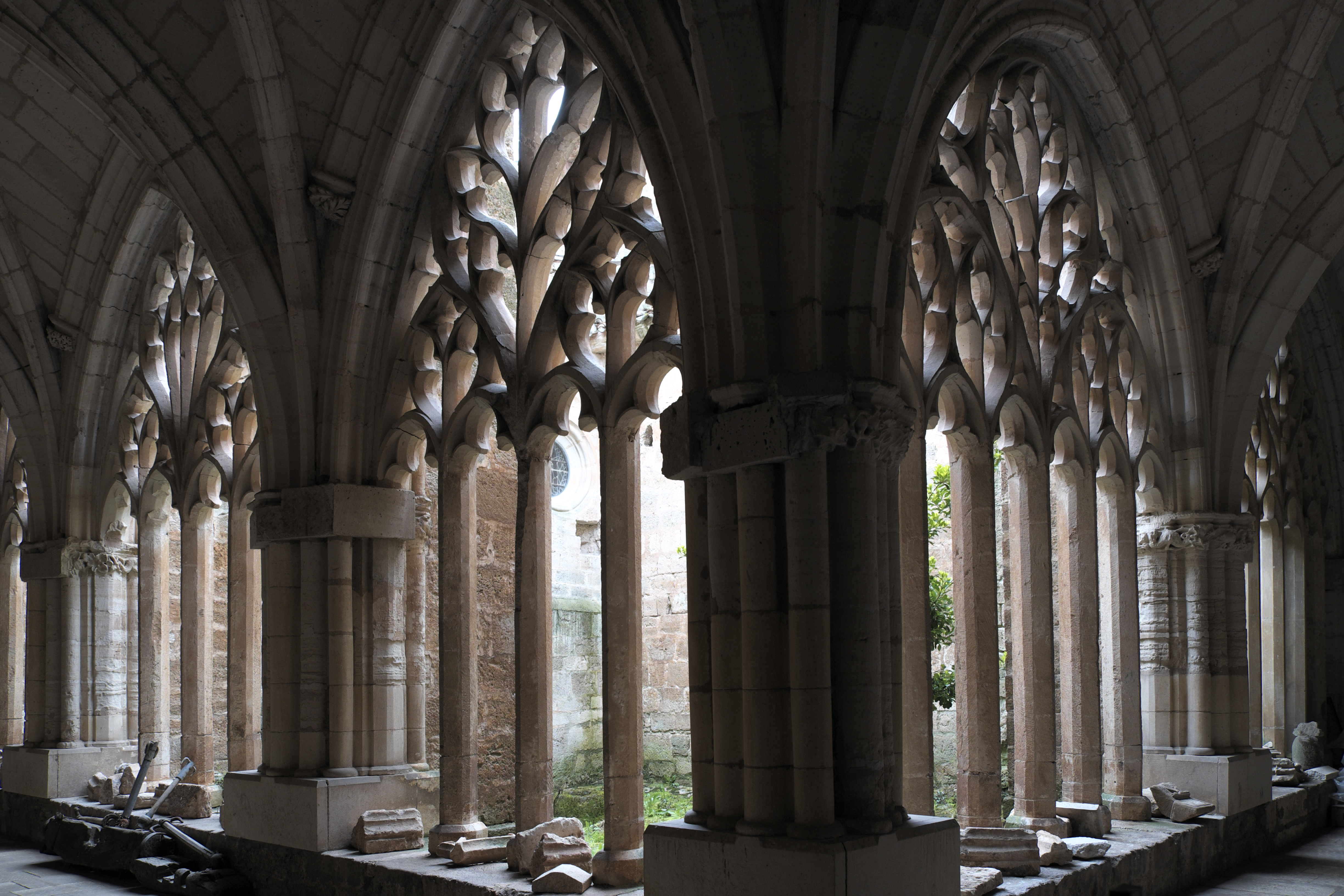
Kreuzgang
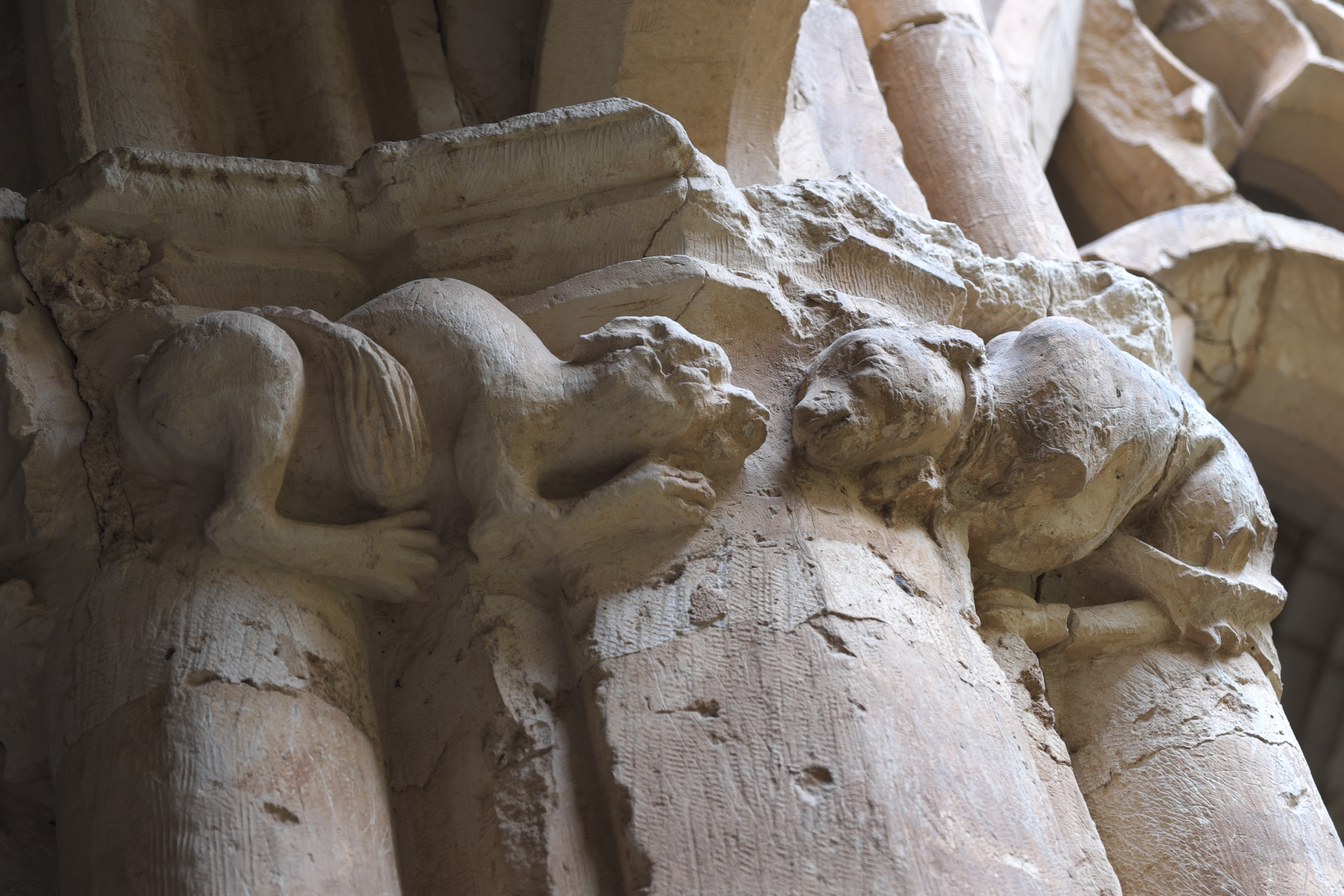
Kapitell
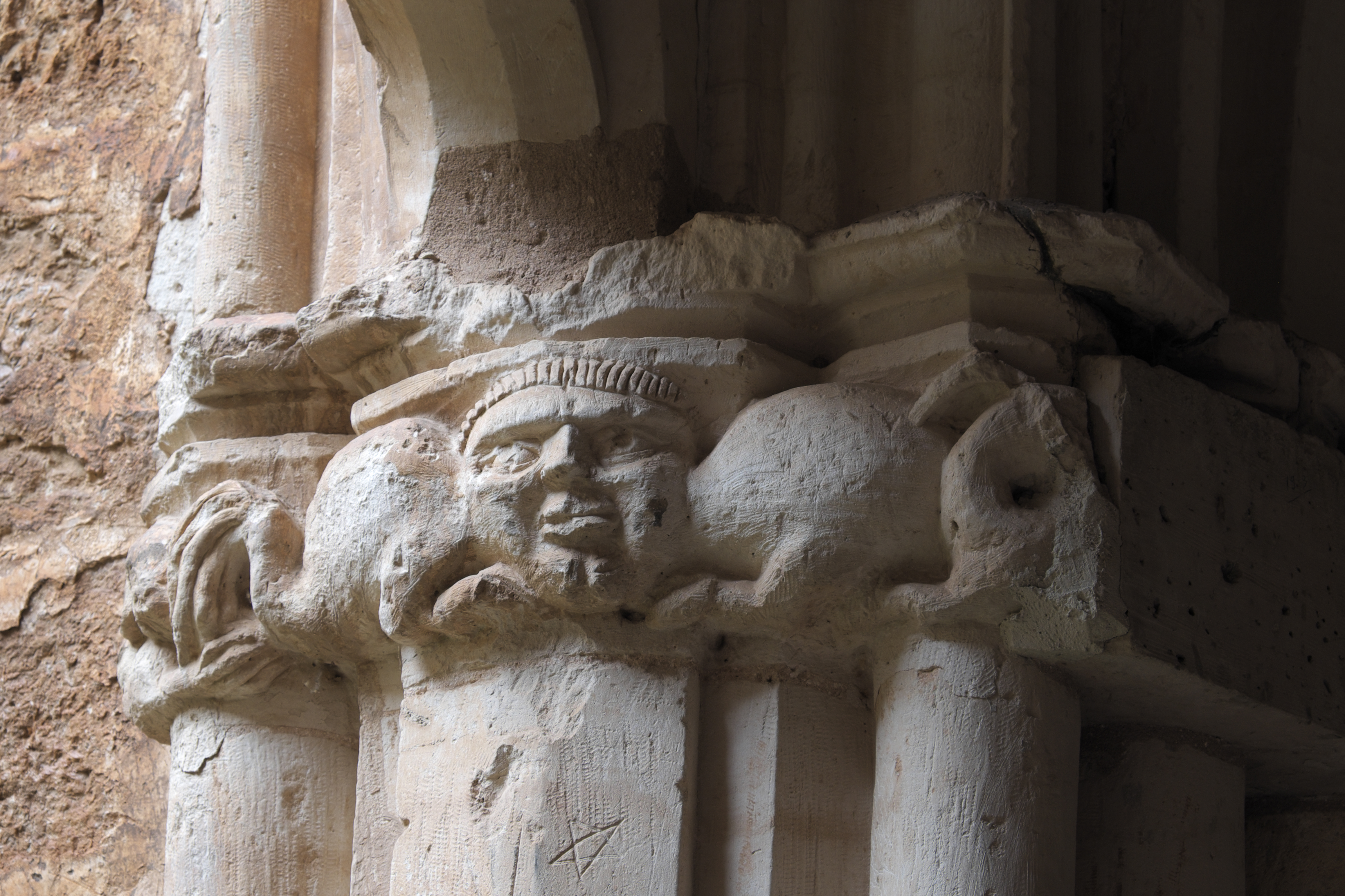
Kapitell
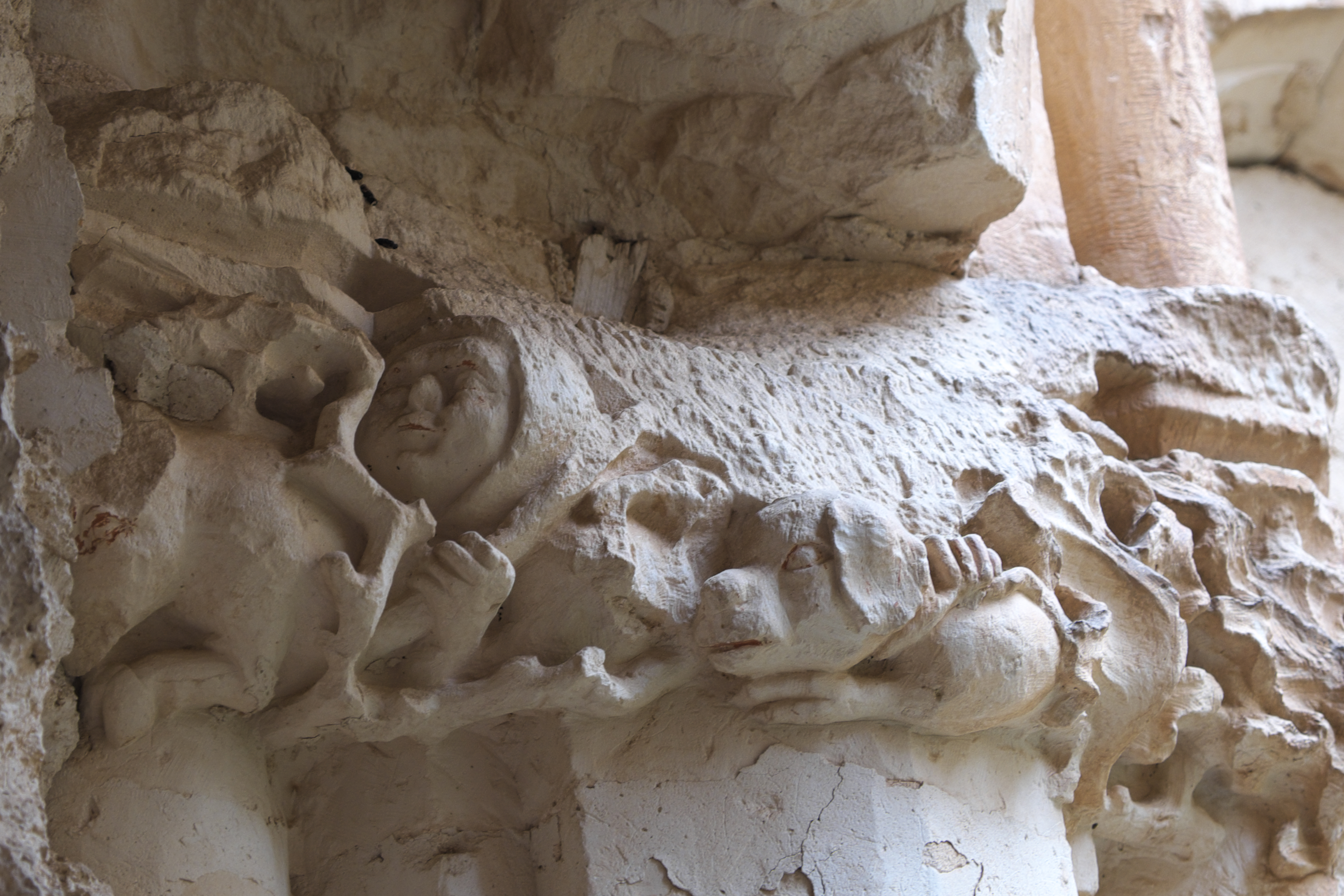
Kapitell